# Folketingsvalget 24. maj 1881
Der afholdtes valg til Folketinget 24. maj 1881. Venstre fik flest stemmer og stemmeprocenten var på cirka 47,8%.

## Results
| Parti                  | Stemmer | % | Mandater | +/– |
| ---------------------- | ------- | - | -------- | --- |
| Folketingets Venstre   |         |   | 69       | +4  |
| Højre                  |         |   | 33       | –4  |
| Ugyldige               |         | – | –        | –   |
| Total                  |         |   | 102      | 0   |
| Kilde: Nohlen & Stöver |         |   |          |     |